# Condado de Peterborough

O Condado de Peterborough é uma subdivisão administrativa da província canadense de Ontário. Sua capital é Peterborough. Porém, o condado não possui nenhum poder sobre sua capital, que é de facto uma cidade independente.